# 邵玉清
邵玉清（?—?），字履潔，號朗巖，直隸天津人。清朝探花、官员。
邵玉清於乾隆四十九年（1784年）中式甲辰科一甲第三名進士（探花）。授翰林院編修。官至國子監司業。